# Municipio de Almoloya de Juárez

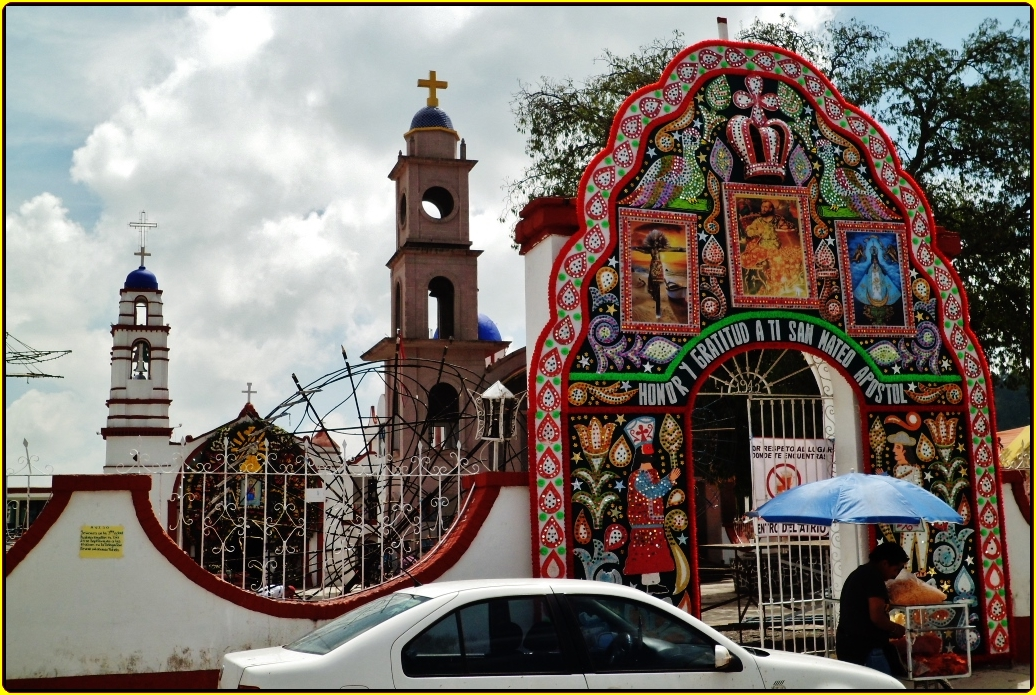

El municipio de Almoloya de Juárez es uno de los 125 municipios en que se divide el Estado de México. Localizado en el valle de Toluca, su cabecera es la localidad de Villa de Almoloya de Juárez. Es conocido nacional e internacionalmente porque está localizado en su territorio el Centro Federal de Readaptación Social Número 1 o Penal de "El Altiplano", previamente conocido como Penal de Almoloya o de La Palma.

## Geografía

### Relieve
El relieve del municipio es bastante irregular. En la parte suroeste se observan pendientes pronunciadas, el noroeste que forma parte del Valle de Ixtlahuaca, cuenta con superficies planas óptimas para el desarrollo de actividades agropecuarias.
Dentro de las elevaciones más importantes podemos citar el cerro del Molcajete, cerro Yebuciví, el Huacal,  el Calvario de San Miguel, cerro del Ojo de Agua, el parque de La Soledad, la Columba boscosa de San Francisco Tlalcilalcalpan hasta Dilatada Sur, localizados en el norte, sur y suroeste del municipio. Las zonas planas se encuentran mayoritariamente en la parte este y oeste del territorio municipal.

### Orografía
El municipio forma parte de la provincia fisiográfica del Eje Neo volcánico y de la Subprovincia Llanuras y Sierras de Querétaro e Hidalgo, se ubica sobre terrenos ondulados con variedad de elevaciones, entre las que destacan la Sierra de Ocoyotepec al norte, y la Sierra del Nevado de Toluca al suroeste, con alturas que oscilan entre los 2,538 y 2,900 m s. n. m., con pendientes entre 8 y 15% respectivamente. Hacia el este y noreste se encuentran los terrenos más planos del municipio.
Dentro del territorio municipal, existen cuatro polígonos, los cuales a través de diversos decretos del Ejecutivo de esta Entidad, están declaradas como áreas naturales protegidas, siendo estos los siguientes. 1) Cerro San Francisco; 2) Cerro La Guadalupana; 3) Cerro Yebuciví, y 4) Cerro La Unión.

### Hidrografía
El municipio forma parte de la región hidrológica n.º 12 Lerma-Santiago y de la cuenca Lerma-Toluca, así como a la subcuenca del río Tejalpa. En su territorio se encuentran 51 escurrimientos naturales, de los cuales el Río Almoloya es el más importante por la distancia que este recorre por la superficie municipal (11 kilómetros aproximadamente), de esta forma, sus afluentes más relevantes son: El Rosario, La Pila, San Agustín, Oyamel, Las Cebollas y Ojo de Agua.
Los cuerpos de agua superficiales de corriente perenne e intermitente, están conformados básicamente por los ríos Almoloya, Tejalpa, Ojo de Agua y Lerma, aunque la mayoría se encuentran contaminados por desechos urbanos. Estos afluentes contribuyen en la recarga de los mantos acuíferos y los 45 pozos que existen en el municipio, de donde se extrae el agua para riego de las zonas agrícolas y el consumo humano.
Además, el municipio cuenta con 1 presa, 6 acueductos, 98 ollas de agua, 115 revestimientos de canales y 191 bordos, que son utilizados básicamente para el riego de las zonas agrícolas. También, existen 7 manantiales de los cuales se extrae agua para el consumo humano, destacando el Arroyo Zarco, Dilatada y Ojo de Agua.
El cuerpo de agua con mayor capacidad de almacenamiento lo constituye la presa Ignacio Ramírez ubicada en el Ejido Salitre de Mañones y barrio del Carmen, ya que tiene una capacidad de 36.30 millones de m³.
El acueducto ojo de agua debe ser lugar protegido pero no es así ya que ciudadanos que viven cerca de este mismo contribuyen a la contaminación ya que como no tienen agua en sus domicilios llegan a lavar ropa de este modo contaminan nuestros espacios naturales.
Para profundizar un poco más en el tema del ojo de agua existe en el una raya que separa el agua en dos partes, una más cristalina que la otra, esto puede ser apreciado solo en la superficie, también se ve en el fondo como emana el agua y es una tradición que los visitantes arrojen monedas al agua y pedir un deseo. Se puede tener acceso a este manantial por la calle Manuel Bernal, ubicada en el centro del pueblo.
Como reserva ecológica estatal, se cuenta con una Presa El Bordo,

### Clima
En el municipio se localizan cinco estaciones Meteorológicas ubicadas en las localidades de San Antonio Atotonilco, San Francisco Tlalcilalcalpan, La Gavia, San Miguel Almoloyan y Ocoyotepec.
El clima es un elemento condicionante del desarrollo agrícola, en el sentido de que limita o permite el cultivo de especies agrícolas, prevalece el clima templado subhúmedo, propicio para la producción de cereales, frutales y algunas hortalizas.
| Temperatura media | Temperatura máxima | Temperatura mínima |
| ----------------- | ------------------ | ------------------ |
| 12.5 °C           | 27.1 °C            | 3.8 °C             |

Aunque en algunas ocasiones puede variar dependiendo las condiciones climatológicas que se puedan presentar, como por ejemplo el 4 de marzo de 2013 se registraron temperaturas por debajo de 0 °C.
En ocasiones el clima puede ser tan variante, que por las mañanas te encuentras con una niebla muy espesa, a mediodía un sol radiante y por las tardes un viento muy fuerte ya que existen zonas donde no hay árboles que disminuyan la fuerza de estos vientos.

### Flora
La vegetación existente de acuerdo a las características naturales y al clima, se clasifica en cinco variedades: a) Vegetación de bosque: Entre los que destacan las siguientes especies: ahilé, encino, madroño, abeto, oyamel, ocote, pino, cedro, entre otros. b) Árboles frutales: Son especies arbóreas de capulín, manzano, nogal, tejocote, ciruela, peras, ciruelos, chabacano y durazno. c) Vegetación de cactáceas: Destacan las especies de maguey, nopal y biznaga. d) Yerbas medicinales: Manzanilla, árnica, ajenjo, hierbabuena, cedrón, chilacayote, hierba del ángel, ruda, flor del saúco, ipecacuana, iztafeate, romero, helecho, albahaca y ortiga. e) Plantas de ornato: Malva, vara de San José, dalia, crisantemo, margarita, azucena, flor de mayo, madreselva, nube, malvón, gladióla, geranio, alcatraz, espárrago, rosas, violeta, hortensia y cempasúchil, etc. En las zonas altas al sur y norte del municipio se cuenta con pastizales inducidos, entre los que destacan los matorrales inermes y algunas especies de hongos.
Desafortunadamente las áreas ocupadas por la vegetación antes mencionada, han disminuido durante los últimos años, para ser incorporadas a los terrenos de cultivo o para usos urbanos, alterando ecológicamente el entorno municipal.

### Fauna
La fauna presente en el municipio al igual que la flora ha descendido notablemente, ya que en la actualidad es principalmente de tipo doméstico, destacando las siguientes especies: a) Aves: Colibrí, águila, paloma, búho, cenzontle, cuervo, pájaro carpintero, azulejo, jilguero, golondrina, cardenal, canario, gavilán, zopilote, gorrión, calandria, garza y pato silvestre. b) Acuáticos: Rana, sapo, acocil, trucha, carpa, ajolotes y charal. c) Terrestres: Hurón, cacomiztle, ratón, ardilla, liebre, tuza, conejo, lagartija, víbora, tlacuache, armadillo, murciélago, zorrillo, tejón, entre otros. d) Insectos: Chapulín, grillo, binagrillo, cara de niño, jiote, jicote, abeja silvestre, escarabajo, catarina, luciérnaga, avispa, oruga, hormiga, libélula, masca, mosco, araña, mariposa, alacrán, garrapata, sanguijuela y cucaracha. e) Colúbridos: Víbora de cascabel, culebra de agua, camaleón, escorpión, lagarto, lagartija, ciempiés y lombriz. En el municipio aún se pueden encontrar estas especies; sin embargo, su número es cada vez menor debido a la utilización de fumigantes y pesticidas en las actividades agropecuarias, así como por la disminución de la superficie forestal y expansión de los asentamientos humanos.

## Demografía
De acuerdo a los resultados del Censo de Población y Vivienda de 2020 llevado a cabo por el Instituto Nacional de Estadística y Geografía, la población total del municipio de Almoloya de Juárez asciende a 174,587 personas, de las que 87,130 son hombres y 87,457 son mujeres.
| Evolución demográfica del municipio de Almoloya de Juárez |         |         |
| 2010                                                      | 2015    | 2020    |
| 147 653                                                   | 176 237 | 174 587 |

### Principales Localidades
El municipio incluye en su territorio un total de 105 localidades. Las principales, considerando su población del censo de 2020 son:

Principales localidades del municipio de Almoloya de Juárez.

| Localidad                                      | Población |
| Total Municipio                                | 174 587   |
| San Francisco Tlalcilalcalpan                  | 17 235    |
| Santiaguito Tlalcilalcalli                     | 11 746    |
| Fraccionamiento Colinas del Sol                | 11 505    |
| Conjunto Urbano Rancho San Juan                | 8 079     |
| La Cabecera                                    | 7 929     |
| Mayorazgo de León (Estación Río México)        | 5 123     |
| San Mateo Tlalchichilpan                       | 5 054     |
| Mextepec (Exhacienda Mextepec)                 | 4 040     |
| Santa María Nativitas                          | 3 997     |
| San Miguel Almoloyán                           | 3 877     |
| Barrio San Pedro (La Concepción San Pedro)     | 3 595     |
| Mina México                                    | 3 060     |
| Villa de Almoloya de Juárez                    | 3 021     |
| Fraccionamiento El Álamo                       | 2 887     |
| Conjunto Habitacional Ecológico SUTEYM         | 2 632     |
| San Isidro (El Reservado)                      | 2 615     |
| Santa Ana Primera Sección                      | 2 527     |
| Santa Juana Centro (La Palma)                  | 2 474     |
| Barrio de la Tercera Sección                   | 2 463     |
| Benito Juárez                                  | 2 424     |
| Yebuciví Centro (Yebuciví)                     | 2 374     |
| Salitre de Mañones                             | 2 257     |
| San Lorenzo Cuauhtenco                         | 2 245     |
| San Pedro de la Hortaliza (Ejido de Almoloyán) | 2 195     |

## Población indígena
En Almoloya de Juárez viven 1175 personas en hogares indígenas. Un idioma indígena hablan 564 personas de los habitantes de más de 5 años. El número de los que solo hablan un idioma indígena es 0. De acuerdo al Censo de Población y Vivienda 2020, la población de 3 años y más que habla al menos una lengua indígena fue de 230 personas, lo que corresponde a 0.13% del total de la población de Almoloya de Juárez, en ese año.

## Estructura social
Derecho a atención médica por el seguro social, tienen 37.859 habitantes de Almoloya de Juárez.

## Estructura económica
En Almoloya de Juárez hay un total de 26.479 hogares. De estos, 4358 tienen piso de tierra y unos 1897 constan de una sola habitación. 16.559 tienen instalaciones sanitarias, 18.688 están conectadas al servicio público y 24.248 tienen acceso a la luz eléctrica. La estructura económica permite a 1682 viviendas tener una computadora, a 4909 tener una lavadora y 22.055 tienen televisión.
En el Municipio existe una Incubadora de Empresas Pública encargada de brindar consultoría a las pymes (pequeñas y medianas empresas), este servicio es gratuito, además de la gestión para financiamientos que permitan la creación o el crecimiento de negocios que contribuyan al desarrollo económico local.
La población almoloyojuerence, en su mayoría se dedican a la agricultura, pirotecnia, y algunos optan por la albañilería.
Una de las actividades económicas que es muy importante especialmente para la ganadería, es el mercadeo en El puente de San Bernabé, donde también se pueden encontrar artículos de la canasta básica, frutas, verduras, venta de autos, comercio informal, entre otros.

## Educación escolar
En Almoloya de Juárez hay 9739 analfabetos de 15 y más años y 1760 de los jóvenes entre 6 y 14 años no asisten a la escuela. De la población a partir de los 15 años, 8615 no tienen ninguna escolaridad y 38.203 tienen una escolaridad incompleta. 18.719 tienen una escolaridad básica y 12.552 cuentan con una educación post-básica. Un total de 5482 jóvenes de entre 15 y 24 años de edad han asistido a la escuela; la media de escolaridad entre la población es de 7 años.
En materia de educación a nivel superior encontramos el plantel de la Universidad Politécnica del Valle de Toluca (UPVT), que inició labores el 3 de septiembre de 2006 y que pertenece al Sistema Nacional de Universidades Politécnicas, modelo Educativo Basado en Competencias Profesionales demandado por las empresas de la región.
En términos de nivel medio superior, ya se cuenta con el Centro de Bachillerato Tecnológico # 5 (CBT) de Cieneguillas de Guadalupe, el cual atiende las necesidades de educación en la región.

## Vivienda
De acuerdo al Plan de Desarrollo Municipal 2013-2015 en Almoloya de Juárez existen alrededor de 68 viviendas por kilómetro cuadrado, manifestando concentración de la población en torno a los grandes centros urbanos, lo que quiere decir que el tipo de vivienda más sobresaliente es de tipo unifamiliar de uno o dos niveles con características urbanas o rurales, mayormente de tipo particular, existiendo un promedio de 4.4 habitantes por hogar y en el 59.37% de los casos se encuentran en hacinamiento, con un total de 32,840 viviendas particulares habitadas (INEGI, 2010).
En Almoloya de Juárez a partir de 1995, la forma de edificar vivienda evoluciona, de tal forma que responde a la nueva modalidad de urbanización en el país y en el mundo, caracterizada por la construcción de conjuntos habitacionales de gran escala en la periferia de las ciudades, además derivado de que éste municipio pertenece a la Zona Metropolitana del Valle de Toluca (ZMVT), aumento considerablemente la demanda de vivienda en el municipio aunado a la gran extensión territorial que lo conforma; lo anterior lo convierte en un foco de atención para el sector inmobiliario, materializándose en una forma de construir barato edificando grandes conjuntos urbanos.
De ser un municipio que se concentraba en la cabecera municipal se fragmentó en distintas zonas con los conjuntos urbanos dispersos en el territorio generando así beneficios y complicaciones a la población habitante de los mismos conjuntos y a la población originaria del municipio dentro de un proceso de urbanización que va más allá de la ciudad tradicional. Entre los principales se encuentran los siguientes:
- Colinas del Sol.
- Geovillas El Nevado.
- Conjunto Habitacional Alborada.
- Rincón del Álamo.
- La Unidad SUTEYM.
- Rancho Carvajal.
- Colonia de Los Maestros.
- Rancho San Juan, en Mayorazgo de León.

## Turismo
Almoloya de Juárez es el cuarto municipio más grande territorialmente en el Estado de México, cuenta con lugares que atraen el turismo regional y local, como lo es el Ojo de Agua y la presa Ignacio Ramírez con la isla de los patos. El Ojo de Agua es un caudal de agua cristalina ubicado en la capilla de La Concepción, famoso por su “raya en el agua” y que siglos después se describió de la siguiente manera: “lo más curioso e interesante es un hermoso manantial que brota en el interior de una capilla, denominada de La Concepción que se levanta en el extremo meridional de la localidad. Las aguas de este manantial al salir de la mencionada capilla, cuya fachada mira al occidente, van a depositarse en un estanque o alberca circundada por un artístico barandal de hierro, presentando un hermoso aspecto por su color ligeramente azulado, registrándose allí un fenómeno que hasta la fecha no ha tenido una explicación satisfactoria. Dicho fenómeno consiste en que cerca de la orilla occidental del estanque, la superficie del agua, principalmente cuando el tiempo esta sereno, se ve como cortada o dividida por una línea que la atraviesa de lado a lado, sin desaparecer ni perderse nunca. Algunos han expresado la opinión de que la línea que separa la superficie del agua tiene como causa el hecho de que existen allí dos capas de líquido de diferente densidad, pero esta opinión carece de fundamento, en virtud de que toda el agua procede del mismo y único manantial” (González, 1971).
Otra de las teorías sobre la “raya en el agua”, es en la que se piensa que la división en la superficie del agua es causada por un cabello de la virgen.
La presa Ignacio Ramírez cuenta con una superficie de 36.30 millones de m³ de agua y en ella se encuentra ubicada una isla llamada “Isla de los patos” la cual tiene como superficie aproximadamente 20 hectáreas, esta presa está rodeada por comunidades pertenecientes al municipio de Almoloya de Juárez como son: Loma del salitre, San Agustín las Tablas, Cieneguillas de Mañones, Barrio del Carmen, Loma del Carmen, Loma la Tinaja, y Salitre de Mañones, de las cuales aproximadamente el 82% de las viviendas existentes en las comunidades tienen carencias. La presa está siendo tratada ahora para acabar con la plaga del lirio y con la contaminación que en ella había. Se dice que es sede de pesca deportiva y también cuenta con embarcaderos para facilitar el cruce de las personas que habitan en las comunidades aledañas, así mismo cuenta con lanchas trabajadas por los mismos habitantes las cuales son usadas como transporte acuático para llegar a sus destinos, en cuanto a la isla cuenta con asadores para atraer al turismo local y regional. Otros puntos turísticos, son las Presas de La Cuchara y La Benito Juárez.
Existe una época del año en la que al bajar el nivel del agua ha llegado a unirse con una de las comunidades. Su uso de suelo es no urbanizable, sin embargo tiene un gran potencial turístico.
Otro lugar turístico podría ser “La Gavia” una hacienda que empieza su historia en 1539 conocida como “La Hacienda de La Candelaria”, fue hasta 1663 cuando se le dio el nombre de “La Gavia”. Dicha hacienda siempre representó el ir y venir de la historia mexicana. Se asegura que la finca dependió básicamente de ganado vacuno, caballar y mular; trigo; leña, carbón, y el ganado de cerdo para su sustento, también fue productora de pulque para consumo propio y de pueblos aledaños.

## Cultura
Uno de los patrimonios importantes del Almoloya de Juárez es la Casa de Cultura Manuel Bernal.
Se cuenta con 6 bibliotecas dentro del municipio: 
1. Biblioteca Ángel María Garibay, CERESO 
2. Biblioteca Juan Corrales 
3. Biblioteca S.U.T.E.Y.M. 
4. Biblioteca Arq. Ramón Salgado Vega 
5. Biblioteca Eucario López Contreras 
6. Biblioteca Dr. Darío López
Como dato adicional, en el municipio fue encontrada una momia, a la que llaman Don Remigio.
De sus fiestas patronales, podemos destacar la de La Virgen del Pilar.  
En la localidad de San Francisco Tlacilalcalpan, ya es una costumbre realizar el Festival de los locos. 

## Personajes históricos
Manuel Bernal Mejía El tío polito, un narrador, declamador y locutor de radio mexicano. También fue conocido en México como El Declamador de América.

## Deporte
El municipio cuenta con algunas unidades deportivas, de la cual se destaca la Unidad Deportiva Juárez. 

## Monumentos históricos
El templo colonial dedicado al arcángel San Miguel en la cabecera municipal fue sustituido por uno de este siglo de corte modernista, sólo existe la capilla de La Concepción del siglo XVIII a un lado del manantial característico de este lugar. Otras comunidades cuentan con templos católicos de los siglos XVII y XVIII como San Miguel Almoloyan, San Mateo Tlachichilpan, Santiaguito Tlalcilalcalli, San Francisco Tlalcilalcalpan y Mextepec. El casco de la hacienda de La Gavia, del siglo XVI, es un edificio de gran interés. Recientemente se construyó la iglesia del Sr. de los Milagros (Se dice que es réplica del Santuario del Sr. de los Milagros en Michoacán).
Así mismo se encuentra el monumento a los héroes, ubicado a la entrada de la cabecera municipal, en el cual se rinde homenaje a los héroes de la independencia, conocido por los habitantes de la localidad como “el monumento del águila”.

## Gastronomía
En la cabecera municipal de Almoloya, los domingos, se pueden encontrar variados gustos gastronómicos, en la explanada del nuevo auditorio, se instalan locatarios y se forma una "plaza" mercantil al aire libre que se caracteriza por el comercio informal y regional, ahí se puede disfrutar de carne de cerdo "carnitas", cecina de res, cecina roja enchilada, chorizo, pescado en variadas formas, barbacoa de borrego criollo, menudo de res, y frutas y verduras frescas para gozar de un buen "taco placero" con chicharrón de cerdo, aguacate criollo, queso fresco, cilantro, perejil, habas, nopales, agua fresca de frutas naturales y refrescos fríos, contando también para paladares exigentes, con cerveza clara u obscura fría. No cabe duda de que disfrutar con la familia reunidos en la "plaza" es sinónimo de unión familiar y gusto por la comida Mexicana.
Es de costumbre en la cabecera municipal el gusto por las bebidas preparadas con jugos naturales, refrescos fríos y alcohol de caña, y en reuniones familiares, despedidas de solteros y fiestas variadas, la comunidad prepara una bebida de frutas como el melón, piña y limón las cuales son prensadas y pasadas por una manta de cielo con las manos del artesano, al que su jugo se le combina con azúcar morena y alcohol puro de caña; y se prepara una bebida llamada TECUI, la cual es de mucha tradición entre los Almoloyenses.
Aunque la alimentación se encuentra sujeta principalmente al aspecto económico de cada familia, es importante señalar que tradicionalmente y en eventos relevantes para la idiosincrasia de la población, encontramos platillos como son: barbacoas, moles, tamales, atoles, jumiles, gusanos de maguey, ranas, entre otros; así como bebidas que podemos tipificar en pulques, tecuis, licores (guacos y chumiates); así mismo, podemos mencionar algunos alimentos complementarios como tortillas, elotes, tlaxcales, pinole, esquites, capultamal, panochas, frutas y verduras en conserva. Dentro de la gastronomía local, igual se encuentran platillos originario del campo como los quelites, hongos, cenizos, jaranabos, corazones, chivas, etc.

## Política
El gobierno del municipio de Almoloya de Juárez corresponde a su ayuntamiento, que está conformado por el presidente municipal, un síndico procurador y un cabildo conformado por 10 regidores, seis de los cuales son electos por mayoría relativa y cuatro por el principio de representación proporcional. El presidente municipal, el síndico y los seis regidores de mayoría son electos mediante planilla única por voto popular, universal, directo y secreto para un periodo de tres años no reelegibles para el siguiente inmediato, pero si de forma no continua.
Todos los funcionarios electos entran a ejercer su cargo el día 1 de enero del año siguiente a la elección.

### Subdivisión administrativa
Para su régimen interior, y de acuerdo al Bando de Policía y Buen Gobierno, el municipio se subdivide en la cabecera municipal, 53 delegaciones y 24 subdelegaciones.

### Representación legislativa
Para la división territorial es distritos electorales donde son electos los diputados locales y federales, el municipio de Almoloya de Juárez se encuentra dividido de la siguiente manera:
Local:
- Distrito electoral local 45 del estado de México con cabecera en San Miguel Zinacantepec.[29]

Federal:
- Distrito electoral federal 23 del estado de México con cabecera en Valle de Bravo.[30]

### Presidentes municipales
- (1994 - 1996): Ismael Estrada Colín
- (1997 - 2000): Luis Maya Doro
- (2000 - 2003): Román Evaristo Velázquez Mondragón
- (2003 - 2006): Benito Mangu Chigora
- (2006 - 2009): Jorge Álvarez Colín
- (2009 - 2012): Blanca Estela Gómez Carmona
- (2013 - 2015): Vicente Estrada Iniesta
- (2016 - 2018): Adolfo Solís Gómez
- (2019 - 2021): Luis Maya Doro
- (2022 - 2024): Osar Sánchez García
- (2025 - ): Adolfo Jonathan Solís Gómez